# Barrios de Colina
Barrios de Colina település Spanyolországban, Burgos tartományban. Barrios de Colina Atapuerca, Fresno de Rodilla, Santa María del Invierno, Villaescusa la Sombría és Arlanzón községekkel határos. Lakosainak száma 55 fő (2024).

## Népesség
A település lakosságának változását az alábbi diagram mutatja:
| Lakosok száma | 74   | 76   | 71   | 65   | 61   | 49   | 50   | 56   | 51   | 55   |
|               | 2001 | 2004 | 2006 | 2009 | 2011 | 2014 | 2016 | 2019 | 2021 | 2024 |